# هيلينا (إمبراطورة)
هيلينا (باللاتينية: Helena) هي إمبراطورة رومانية قرينة وهي أصغر بنات الإمبراطور قسطنطين العظيم من زوجته فاوستا. زوجها شقيقها قنسطانطيوس الثاني لإبن عمها جوليان في سنة 355 بعد حصوله على لقب القيصر وجعله امبراطور في الشرق. توفيت في سنة 360 بعد فترة قصيرة من أخذ زوجها لقب أغسطس. ولم يتزوج زوجها ولم يقم أي علاقة جنسية بعد وفاتها. هيلينا كانت آخر من في ذرية قسطنطين الذين توفوا من دون ان يتركوا خلف.